# Udo Zylla
Udo Zylla (* 8. Februar 1929 in Beeskow; † 27. Januar 2018) war ein deutscher Funktionär der DDR-Blockpartei NDPD und von 1986 bis März 1990 Mitglied der Volkskammer der DDR.

## Leben
Udo Zylla, der Sohn eines Angestellten, arbeitete nach dem Besuch der Mittelschule von 1946 bis 1950 als Waldarbeiter und Forstgehilfe beim Forstamt in Neubrück bei Rietz-Neuendorf. Während dieser Zeit absolvierte er die Waldfacharbeiterschule und die Forstschule. Zylla war seit 1946 Mitglied der FDJ und des Freien Deutschen Gewerkschaftsbundes (FDGB). 1950 trat er der NDPD bei, einer 1948 gegründeten Blockpartei. Im NDPD-Kreisverband Fürstenwalde begann 1951 seine hauptamtliche Tätigkeit als politischer Mitarbeiter, später wurde er Vorsitzender des Kreisverbandes Dippoldiswalde.
Von 1951 bis 1954 unterrichtete Zylla als Assistent und Lehrer an Parteischulen der NDPD. Von 1956 bis 1959 absolvierte er ein Fernstudium der Geschichte am Deutschen Pädagogischen Zentralinstitut mit dem Abschluss als Fachlehrer für Geschichte. Ein Studium  an der Karl-Marx-Universität Leipzig von 1960 bis 1961 beendete er als Diplomlehrer für (Marxismus-Leninismus). 1972 wurde er an der Universität Leipzig mit der Dissertation Die National-Demokratische Partei Deutschlands und der sozialistische Internationalismus promoviert.
Zylla war ab 1955 Mitarbeiter beim Sekretariat, wirkte ab 1964 im Büro des Präsidiums des Hauptausschusses der NDPD und war ab 1972 dessen Leiter. Von 1973 bis 1990 gehörte er dem NDPD-Hauptausschuss an, ab 1982 auch dessen Sekretariat. Auf der 10. Tagung des Hauptausschusses am 5. Dezember 1985 wurde er zum Mitglied des Präsidiums und Sekretär des Hauptausschusses gewählt. Von 1986 bis März 1990 gehörte er der Volkskammer der DDR an. Hier war er stellvertretender Vorsitzender des Ausschusses für Nationale Verteidigung.

## Auszeichnungen in der DDR
- Vaterländischer Verdienstorden in Bronze (zweimal), in Silber (1974 und 1983) und in Gold (1988)[3]
- Orden Banner der Arbeit Stufe I
- Verdienstmedaille der DDR
- Verdienstmedaille der Nationalen Volksarmee in Gold